# Natação nos Jogos Olímpicos de Verão de 2008 - 100 m livre feminino
A competição dos 100m livre feminino  nos Jogos Olímpicos de Verão de 2008 aconteceram nos dias 14 e 15 de Agosto no Centro Aquático Nacional de Pequim.

## Medalhistas
| Ouro   | GER Britta Steffen   |
| Prata  | AUS Lisbeth Trickett |
| Bronze | USA Natalie Coughlin |

## Recordes
Antes desta competição, os recordes mundiais e olímpicos da prova eram os seguintes:
| Tipo | Atleta          | Tempo | Local  | Data                 | Ref |
| ---- | --------------- | ----- | ------ | -------------------- | --- |
|      | Libby Trickett  | 52,88 | Sydney | 27 de março de 2008  | ver |
|      | AUS Jodie Henry | 53,52 | Atenas | 18 de agosto de 2004 |     |

## Eliminatórias
| #  | Eliminatória | Pista | Nome                       | Nacionalidade              | Tempo   | Notas |
| -- | ------------ | ----- | -------------------------- | -------------------------- | ------- | ----- |
| 1  | 6            | 3     | Hanna-Maria Seppala        | FIN Finlândia              | 53.60   | Q     |
| 2  | 6            | 4     | Britta Steffen             | GER Alemanha               | 53.67   | Q     |
| 3  | 6            | 5     | Marleen Veldhuis           | NED Países Baixos          | 53.76   | Q     |
| 4  | 7            | 5     | Natalie Coughlin           | USA Estados Unidos         | 53.82   | Q     |
| 5  | 5            | 6     | Francesca Halsall          | GBR Grã-Bretanha           | 53.93   | Q     |
| 6  | 7            | 4     | Lisbeth Trickett           | AUS Austrália              | 53.99   | Q     |
| 7  | 6            | 6     | Pang Jiaying               | CHN China                  | 54.01   | Q     |
| 8  | 7            | 7     | Zhu Yingwen                | CHN China                  | 54.01   | Q     |
| 9  | 4            | 5     | Jeanette Ottesen           | DEN Dinamarca              | 54.04   | Q     |
| 10 | 6            | 2     | Josefin Lillhage           | SWE Suécia                 | 54.07   | Q     |
| 11 | 7            | 3     | Malia Metella              | FRA França                 | 54.12   | Q     |
| 12 | 5            | 7     | Aleksandra Gerasimenya     | BLR Bielorrússia           | 54.52   | Q     |
| 13 | 5            | 4     | Cate Campbell              | AUS Austrália              | 54.55   | Q     |
| 14 | 5            | 3     | Lacey Nymeyer              | USA Estados Unidos         | 54.62   | Q     |
| 15 | 7            | 6     | Erica Morningstar          | CAN Canadá                 | 54.66   | Q     |
| 16 | 6            | 7     | Petra Dallmann             | GER Alemanha               | 54.70   | Q     |
| 17 | 7            | 1     | Julia Wilkinson            | CAN Canadá                 | 54.70   |       |
| 18 | 5            | 2     | Alena Popchanka            | FRA França                 | 54.86   |       |
| 19 | 7            | 8     | Tatiana Lemos              | BRA Brasil                 | 55.01   |       |
| 20 | 6            | 1     | Agata Ewa Korc             | POL Polônia                | 55.14   |       |
| 21 | 6            | 8     | Lize-Mari Retief           | RSA África do Sul          | 55.17   |       |
| 22 | 4            | 3     | Anna Gostomelsky           | ISR Israel                 | 55.18   |       |
| 23 | 5            | 1     | Martina Moravcova          | SVK Eslováquia             | 55.20   |       |
| 24 | 5            | 5     | Inge Dekker                | NED Países Baixos          | 55.23   |       |
| 25 | 4            | 4     | Anastasia Aksenova         | RUS Rússia                 | 55.29   |       |
| 26 | 3            | 3     | Hannah Wilson              | HKG Hong Kong              | 55.32   |       |
| 27 | 4            | 8     | Darya Stepanyuk            | UKR Ucrânia                | 55.51   |       |
| 28 | 3            | 4     | Arianna Vanderpool-Wallace | BAH Bahamas                | 55.61   |       |
| 29 | 3            | 2     | Birgit Koschischek         | AUT Áustria                | 55.62   |       |
| 30 | 4            | 8     | Arlene Semeco              | VEN Venezuela              | 55.70   |       |
| 31 | 5            | 8     | Jana Klusackova            | CZE República Checa        | 55.92   |       |
| 32 | 3            | 1     | Chang Heejin               | KOR Coreia do Sul          | 55.96   |       |
| 33 | 4            | 7     | Triin Aljand               | EST Estônia                | 56.10   |       |
| 34 | 2            | 5     | Quah Ting Wen              | SIN Singapura              | 56.14   |       |
| 35 | 3            | 5     | Ragnheidur Ragnarsdottir   | ISL Islândia               | 56.35   |       |
| 36 | 3            | 8     | Anna Stylianou             | CYP Chipre                 | 56.38   |       |
| 37 | 3            | 7     | Eleni Kosti                | GRE Grécia                 | 56.44   |       |
| 38 | 4            | 1     | Miroslava Najdanovski      | SRB Sérvia                 | 56.50   |       |
| 39 | 2            | 6     | Natthanan Junkrajang       | THA Tailândia              | 56.56   |       |
| 40 | 2            | 4     | Orsolya Tompa              | HUN Hungria                | 56.57   |       |
| 41 | 2            | 7     | Christel Simms             | PHI Filipinas              | 56.67   |       |
| 42 | 4            | 6     | Maria Laura Simonetto      | ITA Itália                 | 56.72   |       |
| 43 | 2            | 3     | Nieh Pin-Chieh             | TPE Taipé Chinês           | 57.28   |       |
| 44 | 3            | 6     | Nina Sovinek               | SLO Eslovênia              | 57.30   |       |
| 45 | 1            | 4     | Madeleine Scerri           | MLT Malta                  | 57.97   |       |
| 46 | 2            | 2     | Irina Shlemova             | UZB Uzbequistão            | 58.77   |       |
| 47 | 1            | 5     | Elena Poppovska            | MKD República da Macedônia | 59.93   |       |
| 48 | 1            | 6     | Olga Hachatryan            | TKM Turcomenistão          | 1:14.77 |       |
| NC | 7            | 2     | Caitlin McClatchey         | GBR Grã-Bretanha           | DNS     |       |

## Semi-finais
| #  | Eliminatória | Pista | Nome                       | Tempo | Notas |
| -- | ------------ | ----- | -------------------------- | ----- | ----- |
| 1  | 1            | 5     | USA Natalie Coughlin       | 53.70 | Q     |
| 2  | 2            | 5     | NED Marleen Veldhuis       | 53.81 | Q     |
| 3  | 1            | 6     | CHN Yingwen Zhu            | 53.84 | Q, AS |
| 4  | 2            | 4     | FIN Hanna-Maria Seppala    | 53.84 | Q     |
| 5  | 2            | 3     | GBR Francesca Halsall      | 53.94 | Q     |
| 6  | 1            | 4     | GER Britta Steffen         | 53.96 | Q     |
| 7  | 2            | 2     | DEN Jeanette Ottesen       | 54.05 | Q     |
| 8  | 1            | 3     | AUS Lisbeth Trickett       | 54.10 | Q     |
| 9  | 2            | 7     | FRA Malia Metella          | 54.20 |       |
| 10 | 2            | 1     | AUS Cate Campbell          | 54.54 |       |
| 11 | 1            | 2     | SWE Josefin Lillhage       | 54.59 |       |
| 12 | 1            | 1     | USA Lacey Nymeyer          | 54.74 |       |
| 13 | 1            | 8     | GER Petra Dallmann         | 55.05 |       |
| 14 | 1            | 7     | BLR Aleksandra Gerasimenya | 55.31 |       |
| 15 | 2            | 8     | CAN Erica Morningstar      | 55.36 |       |
| 16 | 2            | 6     | CHN Jiaying Pang           | DSQ   |       |

## Final
15 de agosto de 2008
| #                 | Pista | Nome                | Nacionalidade      | Tempo | Notas |
| ----------------- | ----- | ------------------- | ------------------ | ----- | ----- |
| Medalha de ouro   | 7     | Britta Steffen      | GER Alemanha       | 53.12 | OR    |
| Medalha de prata  | 8     | Lisbeth Trickett    | AUS Austrália      | 53.16 |       |
| Medalha de bronze | 4     | Natalie Coughlin    | USA Estados Unidos | 53.39 | AM    |
| 4                 | 6     | Hanna-Maria Seppala | FIN Finlândia      | 53.97 |       |
| 5                 | 1     | Jeanette Ottesen    | DEN Dinamarca      | 54.06 |       |
| 6                 | 3     | Yingwen Zhu         | CHN China          | 54.21 |       |
| 7                 | 5     | Marleen Veldhuis    | NED Países Baixos  | 54.21 |       |
| 8                 | 2     | Francesca Halsall   | GBR Grã-Bretanha   | 54.29 |       |